# Janjičari
Janjičari su bili vojnici pješaci Osmanskog Carstva, naoružani isprva lukom i strijelom, a kasnije tijekom 15. st. sve više vatrenim oružjem. Općenito se smatra da je taj proces završen sredinom 16. st. Janjičarske postrojbe sastoje se od tri divizije (džemaat). Gotovo dvije trećine tih postrojbi (oko 20 000 ljudi), činili su vojnici janičari (askeri yeni-sari). Oni su bili udarna snaga vojske i činili su čvrsti centar na bojišnici. Svaki od njih bio je pažljivo odabran između mnoštva dječaka koji su u okupiranim zemljama sakupljani kao "danak u krvi" (devširme). Veliki gradovi, otoci, priobalna područja, Židovi i obitelji s jednim djetetom bili su oslobođeni te obveze. To je bio okrutni način novačenja otimajući dječake u dobi od 10 godina i odvodeći ih u Carigrad na krutu i asketsku izobrazbu za profesionalne vojnike.
Danak u krvi ima svoje uporište u povijesti srednjeg vijeka. Bizant je u 11. st. uzimao svakog petog dječaka s područja Balkana pod njegovom upravom. U egipatskom sultanatu su u 12. st. uzimali mlade robove s Krima i iz centralne Azije i odgajali ih u ratničku kastu mameluka. Oni su se kasnije oteli kontroli i zavladali cijelim Egiptom. Veliki broj janjičara bio je s područja današnje Hrvatske. Kršćanske zajednice su s užasom gledale kako im mlade sinove odvode kadi askeri da bi se ponovno vratili kao ubojice svoga naroda. No slika nije bila samo jednostrana, mnogi su s nadom gledali za svojim sinovima koji su se vjerojatno spasili smrti od gladi i bijede, a za najveći dio pučanstva tadašnjeg Otomanskog carstva to je bio jedini način da im se djeca školuju, posebno za muslimane. Ipak, većinu dječaka činili su mladi kršćani iz svih dijelova carstva. Zvali su ih “sultanovi robovi”.
Nisu svi janjičari bili stacionirani u prijestolnici. Bilo ih je i u većim gradovima uzduž granice da bi mogli u što kraćem vremenu reagirati u slučaju kontranapada ili lokalne pobune, a u slučaju opsade organizirali su obranu do dolaska pojačanja. Poznate su po svojim podvizima janjičarske postrojbe Beograda, Soluna i Trapezunta na obali Crnog mora. Njihova visoka vojna naobrazba premašivala je znanja lokalnih paša i često bila presudna u odsudnom trenutku.
U sastav centralne vojske mogu se ubrojiti i tzv. "agine trupe". To su janjičari direktno na raspolaganju janjičarskom agi "čorbadži". Taj visoki vojni zapovjednik bio je još od doba Selima I. u pravilu apsolvent visoke vojne dvorske škole. U pravima bio je izjednačen sa subašama, a prema europskim mjerilima bio je general. Taj čudni naziv dobio je vjerojatno zato što je isprva dijelio čorbu, osnovni obrok janjičara.
Ta postrojba nije premašivala broj od 700 ljudi, ali je zato izvršavala zadatke koje nitko nije mogao ili smio obaviti. Nerijetko su obavljali i prljave privatne poslove za agu. U vojarni ili u kampanji svaka niža taktička jedinica "soba" (orta) imala je svoje ognjište oko kojeg se svakodnevno živjelo, odnosno kolektivno stanovalo i jelo. Zato su janjičari kao kolektiv nazvani "ognjište" (odžak).
Polovicom 14. st. janjičara je bilo oko 1000, već 1475. ima ih oko 7000, da bi za Sulejmana I. (1520. – 1566.) njihov broj narastao na 20.000. Cijeli janjičarski odžak imao je 196 orti podijeljenih u tri džemata.